# John from Cincinnati
John from Cincinnati (no Brasil: O Estranho de Cincinnati) é uma série de televisão dos Estados Unidos que contém apenas 1 temporada com 10 episódios.

## Sinopse
A sul da fronteira, na cidade costeira de Imperial Beach, Califórnia, vivem três gerações da família Yost: realeza do surf, agora renegada pela sociedade. O reino e reputação dos Yost, outrora definidos como a onda perfeita, foram desgastados por anos de má sorte, vícios e arrogância, Mas quando parece que a situação não pode ficar pior, um estranho chamado John aparece - e a existência banal dos Yost eleva-se, tornando-se profundo, milagrosa e, talvez, universal.

## Elenco
| Ator/Atriz          | Personagem              |
| ------------------- | ----------------------- |
| Bruce Greenwood     | Mitch Yost              |
| Rebecca De Mornay   | Cissy Yost              |
| Brian Van Holt      | Mitch "Butchie" Yost II |
| Austin Nichols      | John Monad              |
| Ed O'Neill          | Bill Jacks              |
| Luke Perry          | Linc Stark              |
| Luis Guzmán         | Ramon Gaviota           |
| Matt Winston        | Barry Cunningham        |
| Willie Garson       | Meyer Dickstein         |
| Greyson Fletcher    | Shaun Yost              |
| Keala Kennelly      | Kai                     |
| Jim Beaver          | Vietnam Joe             |
| Garret Dillahunt    | Dr. Michael Smith       |
| Dayton Callie       | Steady Freddie Lopez    |
| Emily Rose          | Cass                    |
| Paul Ben-Victor     | Palaka                  |
| Chandra West        | Tina Blake              |
| Mark-Paul Gosselaar | Jake Ferris             |
| Matt Maher          | Dwayne                  |
| Paula Malcomson     | Jerri                   |